# Hahn (Aachen)

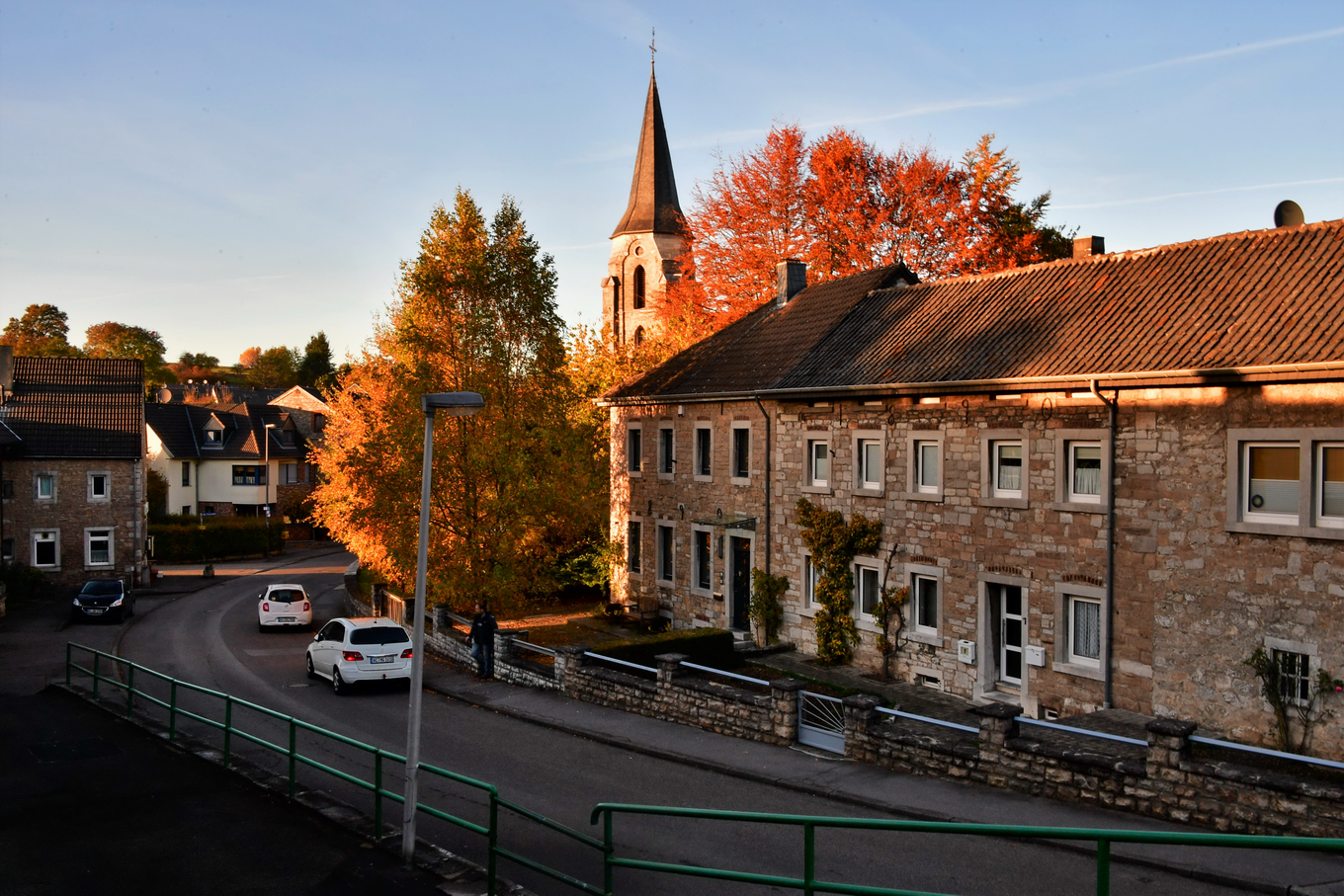
Ortskern Hahn

Hahn ist eine kleine Ortschaft im südöstlichen Aachener Stadtbezirk Kornelimünster/Walheim. Sie gehört zur Evangelischen Kirchengemeinde Kornelimünster-Zweifall und zur katholischen Pfarre Hahn/Friesenrath mit der Pfarrkirche St. Maria Schmerzhafte Mutter im Dekanat Aachen-Kornelimünster.
Südlich von der im Münsterländchen an der Inde (hier auch bekannt als Münsterbach, als das Gebiet noch zum Territorium Kornelimünster gehörte) liegenden Ortschaft Hahn schließt sich der Münsterwald an. Im Westen liegt Walheim, im Osten der Stolberger Stadtteil Venwegen.
Hier befinden sich Blausteinwerke und die Kalköfen der Kalkofenanlagen Walheim/Kornelimünster.

## Geschichte

Blick auf die Gemeinde Hahn (1915)

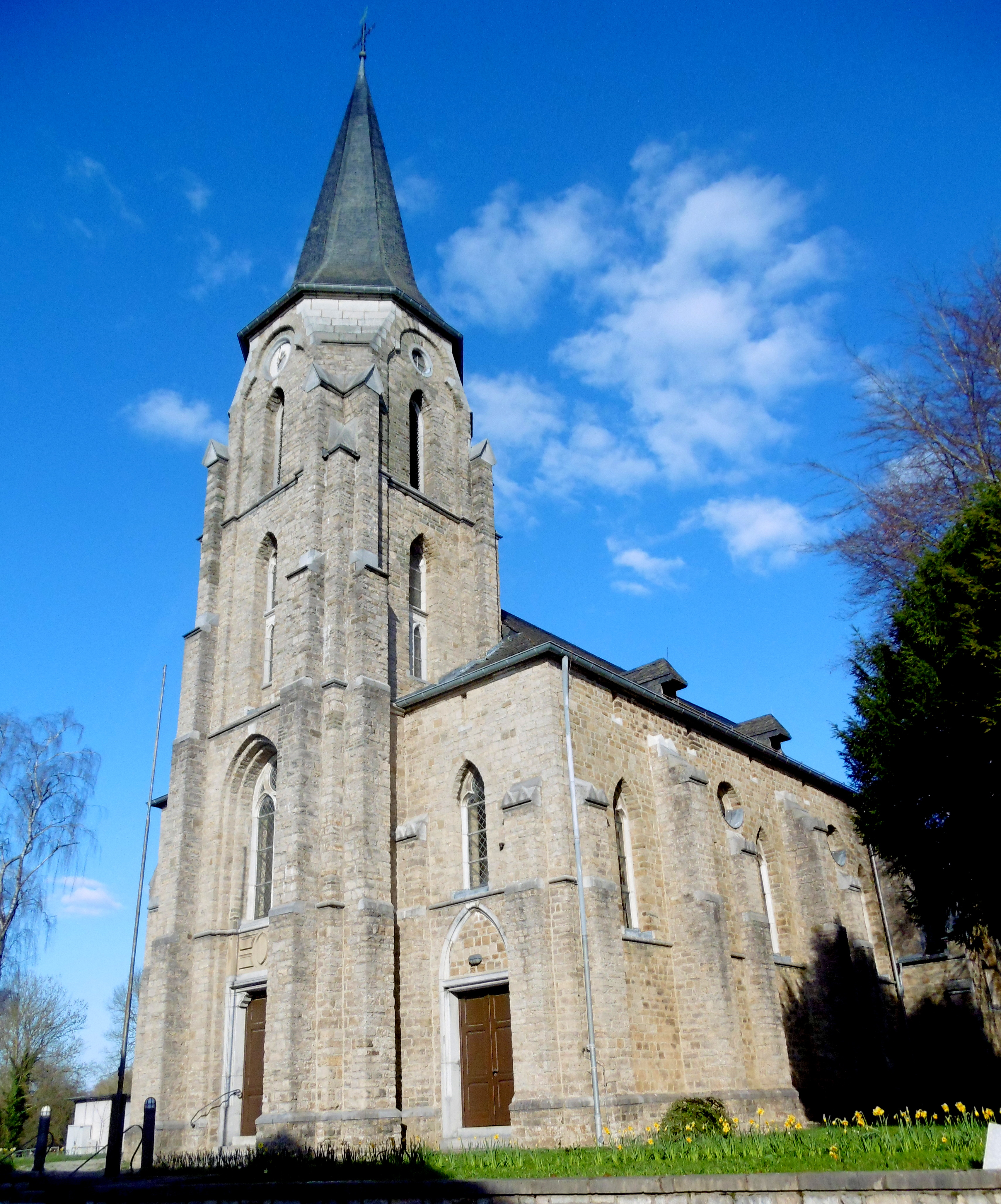
St. Maria Schmerzhafte Mutter, Hahn

1261 erfolgte die erste Erwähnung Hahns als Teil der Reichsabtei Kornelimünster, weil eine "fromme Anna" der Marienkapelle in Hahn eine Jahresrente schenkt. In der Franzosenzeit gehörte der Ort zur Mairie Walheim im Kanton Burtscheid des Département de la Roer. 
1804 wurde Hahn zusammen mit dem benachbarten Friesenrath zu einer selbstständigen Pfarrei erhoben. 1816 kam Hahn an Preußen und war Teil der Gemeinde Walheim im Landkreis Aachen, bis es am 1. Januar 1972 im Rahmen der kommunalen Neugliederung zu Aachen kam und gehört seitdem zum Aachener Stadtbezirk Kornelimünster/Walheim. 1973 wurde die Poststelle aufgelöst.
1830 wurde in Hahn in der Dorfstraße 16 die erste Schule gebaut, 1929/1930 das Wasserwerk Hahn und von 1988 bis 1993 die Hahner Kanalisation. Die Schule wurde 1968 im Rahmen der nordrhein-westfälischen Schulreform geschlossen. Durch die Einweihung der Vennbahn 1885 erfolgte ein Aufschwung der Kalkindustrie in Hahn und Umgebung.

## Verkehr

### Vennbahn
Die Bahnstrecken Stolberg-Walheim und Aachen-Ulfligen die über 100 Jahre u. a. Aachen mit Luxemburg verband, hatten hier einen Haltepunkt. Heute verläuft hier der Vennbahnradweg, der mit seiner 125 km langen Strecke einer der längsten Bahntrassenradwege Europas ist und durch Deutschland, Belgien und Luxemburg führt.

### Busverkehr
Die AVV-Buslinien 35, 46 und X35 der ASEAG verbinden Hahn mit Aachen-Mitte, Brand, Walheim, Breinig, Roetgen und Vaals. Zusätzlich verkehrt in den Nächten vor Samstagen sowie Sonn- und Feiertagen die Nachtexpresslinie N60 der ASEAG.
| Linie | Verlauf |
| ----- | --- |
| 35    | Vaals Grenze – Vaalserquartier – Westfriedhof – Schanz – Elisenbrunnen – Aachen Bushof – Kaiserplatz – Bf Rothe Erde – Forst – Brand – Kornelimünster – Walheim – Hahn – Breinig |
| 46    | Aachen Bushof – Bf Rothe Erde – Tierpark – Forster Linde – Lintert – Hitfeld – Oberforstbach – Schleckheim – Nütheim – Walheim – Hahn – Venwegen Abzweigung – Breinig Entengasse –Mulartshütte – Rott – Dreilägerbachtalsperre – Roetgen Post |
| X35   | Expressbus: Elisenbrunnen – Aachen Bushof – Kaiserplatz – Bf Rothe Erde – Brand – Kornelimünster – Walheim – Hahn |
| N60   | Während der Sperrung der B258 kann der Nachtexpress in Konzen nur die Haltestellen Konzen Bf. und Breitestr. bedienen. Aus Zeitgründen kann Imgenbroich nicht bedienen. Nachtexpress: nur in den Nächten vor Samstagen sowie Sonn- und Feiertagen Aachen Hauptbahnhof → Elisenbrunnen → Aachen Bushof → Kaiserplatz → Josefskirche → Bf Rothe Erde → Forst → Brand → Kornelimünster → Walheim → Hahn → Rott → Roetgen → Lammersdorf → Rollesbroich → Witzerath → Simmerath → Strauch Am Roßbach → Kesternich → Am Gericht → Konzen Breitestr. → Konzen Bf. → Roetgen → Friesenrath → Walheim |

## Eifelsteig
Der in Kornelimünster beginnende 313 km lange Wanderweg Eifelsteig führt durch Hahn und dann weiter nach Friesenrath. Die Wanderstrecke endet in der römischen Kaiserstadt Trier.

## Naturschutzgebiet

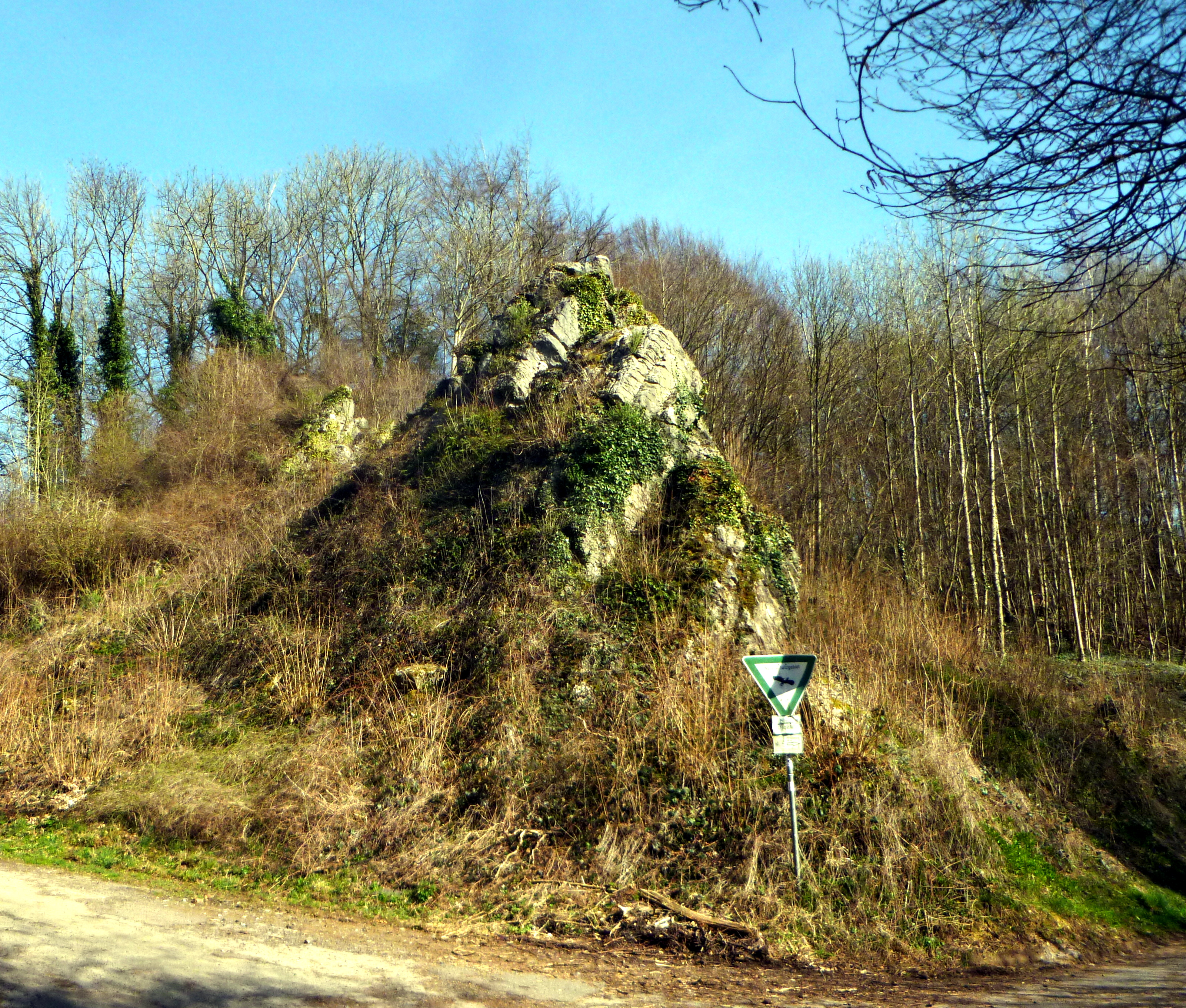
Mönchsfelsen im Naturschutzgebiet

Das 5 ha große Gebiet am sogenannten Mönchsfelsen gehört zu den bislang zwölf ausgewiesenen Naturschutzgebieten der Stadt Aachen. Folgende Pflanzen findet man hier unter anderem: Knäuelglockenblume, Orchideen, Rauer Löwenzahn, Berghellerkopf und Schlüsselblume.

## Vereine
- FC Inde Hahn
- Musikverein Hahn
- Bürger- und Geschichtsverein Hahn und Friesenrath e. V.
- Altenstube der Pfarre Hahn
- St. Sebastian Schützenbruderschaft 1660 Hahn e. V.